# سگری (فرانسه)
سگری (به فرانسوی: Ségry) یک کمون در فرانسه است که در اندر واقع شده‌است. سگری ۳۳٫۰۶ کیلومتر مربع مساحت و ۵۱۳ نفر جمعیت دارد و ۱۵۰ متر بالاتر از سطح دریا واقع شده‌است.